# Mercury Meltdown
Mercury Meltdown è un videogioco rompicapo a piattaforme sviluppato da Ignition Banbury e pubblicato dalla Ignition Entertainment per PlayStation Portable. Sequel di Archer Maclean's Mercury, come nel suo predecessore il giocatore deve inclinare il piano di gioco per portare una o più gocce di mercurio al punto d'arrivo. 
La Ignition Banbury ascoltò il feedback dei giocatori rendendo il titolo più semplice da giocare, dando più libertà nella scelta dei livelli e introducendo nuovi ostacoli, nemici e minigiochi. Mercury Meltdown fu pubblicato in Nord America e in Europa nell'ottobre del 2006. Il gioco ricevette un port per PlayStation 2, pubblicato un mese dopo l'originale e intitolato Mercury Meltdown Remix. Il port presentò una grafica migliorata e nuovi livelli, venendo ottimizzato per il controller della console. Un secondo port per la Wii intitolato Mercury Meltdown Revolution fu pubblicato nel 2007. Revolution fece uso dei controlli sensibili al movimento del telecomando Wii, introducendo nuovi livelli e una grafica migliorata ulteriormente rispetto a Remix.
Tutte le versioni di Mercury Meltdown furono generalmente apprezzate dalla critica per essere state migliori complessivamente rispetto al prequel, soprattutto in termini di difficoltà e stile grafico. Mercury Meltdown Remix ricevette alcune recensioni negative per i controlli e per la rimozione della modalità multigiocatore. Anche Mercury Meltdown Revolution fu criticato per la mancanza della modalità, ma i suoi controlli vennero apprezzati. 

## Modalità di gioco
Simile al suo predecessore, Mercury Meltdown è un videogioco rompicapo a piattaforme. Lo scopo del gioco è guidare una o più gocce di mercurio verso uno o più traguardi inclinando il piano di gioco: il giocatore perde la partita se tutto il mercurio viene perso o non soddisfa i requisiti per completare il livello. Il mercurio può essere diviso in più gocce utilizzando ostacoli oppure oggetti appuntiti, mentre il suo colore può essere cambiato utilizzando un Paintshop o unendosi ad altre gocce di colore diverso (la miscelazione del colore si basa sul modello RGB). Il gioco è diviso in mondi chiamati "laboratori" e ognuno di essi contiene sedici livelli rappresentati come provette. All'interno di ogni livello il giocatore può raggiungere diversi obiettivi superandolo con il 100% di mercurio rimanente, raggiungendo il punteggio più alto o raccogliendo tutte le stelle bonus; un ulteriore obiettivo è raggiunto quando il giocatore riesce a raggiungere tutti e tre i precedenti nello stesso livello. Ulteriori laboratori sono sbloccati accumulando mercurio completando i livelli, e se il giocatore raggiunge tutti gli obiettivi in ogni livello di un laboratorio viene sbloccato un diciassettesimo livello segreto.
Mercury Meltdown introduce il campo giochi: un'arena circolare che contiene la maggior parte degli oggetti trovati nei livelli con i quali il giocatore può interagire. Ulteriore meccanica introdotta rispetto al predecessore è la possibilità di cambiare lo stato del mercurio in freddo, caldo e solido. Il mercurio freddo è lento, denso e difficile da dividere in più gocce, quello caldo è veloce e facilmente divisibile e quello solido è una sfera che non può essere divisa e può attraversare i binari. La modalità multigiocatore è accessibile in wireless via la modalità ad hoc con due PSP o via la modalità infrastruttura collegando la PSP a Internet. In questa modalità i giocatori possono gareggiare tra loro nei livelli del gioco sbloccati; le stelle bonus sono sostituite da oggetti raccoglibili che aiutano il giocatore oppure ostacolano il suo avversario.
Oltre alla modalità principale il titolo offre cinque minigiochi giocabili in giocatore singolo contro il computer o in multigiocatore. Questi sono sbloccabili collezionando le stelle bonus nei livelli e sono chiamati Rodeo, Gara, Metrix, Spinta e Vernice. In Rodeo il giocatore inclina il piano di gioco per evitare che il mercurio cada da esso e in Gara percorre una pista muovendo il mercurio. In Metrix l'obiettivo è abbinare tre o più gocce di mercurio dello stesso colore in una griglia, mentre in Spinta il giocatore deve lanciare il mercurio su un bersaglio evitando ostacoli e cercando di avvicinarsi il più possibile al centro in maniera simile al curling. In Vernice infine il giocatore muove il mercurio per colorare un vassoio in misura maggiore rispetto all'avversario.

## Sviluppo e pubblicazione
Mercury Meltdown venne sviluppato dalla Ignition Banbury (in passato Awesome Studios). Nelle fasi iniziali dello sviluppo Archer Maclean, ideatore del primo titolo della serie Mercury, rassegnò le dimissioni dall'azienda; il suo abbandono non ostacolò tuttavia la produzione del gioco proprio perché iniziata da poco. Archer Maclean's Mercury, predecessore di Mercury Meltdown, fu sviluppato in tempi record per essere pubblicato al lancio della PlayStation Portable, e ciò rese impossibile rifinire il titolo. Meltdown dunque avrebbe dovuto essere più simile a come la Ignition (che nel frattempo acquisì maggiore esperienza nello sviluppo su PSP) pensò il primo titolo della serie. L'azienda optò per uno stile grafico cel-shading per differenziare il gioco dal predecessore e attrarre un pubblico più ampio. Una delle principali critiche rivolte ad Archer Maclean's Mercury riguardò la sua difficoltà. ritenuta eccessiva. La Ignition Banbury ascoltò il feedback dei giocatori e decise di rendere Meltdown più semplice e meno lineare. In origine il gioco avrebbe dovuto essere rilasciato in Europa nel settembre del 2006 con l'intenzione di pubblicare successivamente dei contenuti scaricabili (DLC), ma l'uscita del titolo fu posticipata e nessun DLC venne mai pubblicato. Mercury Meltdown venne poi pubblicato in Nord America il 3 ottobre del 2006 e in Europa il 6 ottobre, tre giorni dopo. Venne messa in commercio anche un'edizione limitata in bundle con il suo predecessore il 19 ottobre del 2010.
Il mese prima della pubblicazione di Meltdown per PSP, la Ignition Banbury annunciò che sarebbe stata pubblicata una versione riveduta del gioco per PlayStation 2 e intitolata Mercury Meltdown Remix. Questa versione fa uso del secondo stick analogico del DualShock e della sua funzione di vibrazione. Remix aggiunge nuovi livelli, portando il totale a più di 200, e presenta una grafica migliorata. La versione per PS2 è stata pubblicata in Europa il 24 novembre del 2006 e in Nord America il 4 dicembre dello stesso anno.
Il port per PS2 fu sottoposto a un'ulteriore revisione e venne trasposto per la Wii col titolo di Mercury Meltdown Revolution. Lo sviluppo di questo secondo port iniziò con l'annuncio dell'allora futura uscita della nuova console Nintendo chiamata col nome in codice Revolution; l'idea fu ispirata dai controlli sensibili al movimento del Wiimote. L'idea fu proposta alla Nintendo all'E3 del 2006 dalla Ignition Banbury e fu approvata dall'azienda. Il titolo fu sviluppato utilizzando un motore di gioco incompiuto per il GameCube e le meccaniche del sensore di movimento destinate originariamente ad essere utilizzate per il primo gioco della serie. Con la trasposizione su Wii vennero aggiunti nuovi livelli, venne rivista la curva di difficoltà del gioco e la grafica di Remix venne ulteriormente migliorata. Oltre ad utilizzare l'inclinazione del Wiimote per controllare il mercurio, la Ignition volle rendere possibile l'utilizzo di altre periferiche come il Classic Controller della Wii e il controller del GameCube, ma riuscì ad implementare solo il primo. Mercury Meltdown Revolution è stato pubblicato in Europa l'8 giugno del 2007 e in Nord America il 17 ottobre dello stesso anno.
Una versione per iOS fu annunciata all'E3 del 2011, ma in seguito non vennero rilasciate altre informazioni al riguardo.

## Accoglienza
Tutte le versioni di Mercury Meltdown vennero apprezzate dalla critica: le versioni PSP, PS2 e Wii hanno rispettivamente un punteggio Metacritic di 78/100, 73/100 e 77/100. Le versioni per PSP e Wii vennero incluse nella lista del libro 1001 videogiochi da non perdere di Tony Mott. Della versione PSP vennero apprezzati i miglioramenti rispetto al primo titolo della serie e il nuovo stile grafico. Tom Bramwell di Eurogamer elogiò la curva di difficoltà più bilanciata e la varietà del design dei livelli. Mark Nix di IGN lodò il nuovo stile grafico e i colori vivaci che resero il gioco più ravvivato e divertente, in netta contrapposizione allo stile più freddo del predecessore; il recensore del sito sostenne inoltre che il nuovo stile cel-shading delle gocce di mercurio rendesse più definita la loro forma quando divise. Anche Alex Navarro di GameSpot apprezzò i livelli in quanto più vivaci, luminosi e dunque gradevoli alla vista. Luke Van Leuveren di PALGN osservò che l'ambiente di gioco fosse più vivace che memorabile e Owain Bennallack di Pocket Gamer considerò Meltdown un progresso rispetto al suo predecessore in quasi ogni ambito.
Mercury Meltdown Remix ricevette opinioni contrastanti dalla critica. Jkdmedia e David Low di GameZone e PALGN apprezzarono i controlli della telecamera, mentre GameSpot li criticò considerandoli troppo sensibili e quindi responsabili di eventuali errori del giocatore. Altra critica fu rivolta per la mancanza della modalità multigiocatore, che rese i minigiochi noiosi. Anche IGN si dimostrò critico verso i controlli, sostenendo che il controller della PlayStation 2 non sembrasse adatto.
Mercury Meltdown Revolution ricevette giudizi più positivi, in particolare per i controlli sensibili al movimento. PALGN li elogiò ritenendo che funzionassero bene nel titolo. Eurogamer considerò i controlli meglio realizzati rispetto a quelli di altri giochi del momento per la Wii e accessibili a qualunque giocatore. IGN UK insignì il titolo dell'Editor's Choice Award, sebbene affermando che il comparto sonoro potesse essere migliorato e che la mancanza della modalità multigiocatore fosse deludente, soprattutto sulla Wii. Emily Balistrieri di GamePro sostenne che i controlli fossero innovativi e molto divertenti, criticando al contempo la mancanza della modalità multigiocatore. Heather Campbell di Play fu molto critica verso la versione per Wii per l'esistenza di giochi simili a Revolution nel catalogo della console e per lo stile grafico non accattivante rispetto ad altri titoli come Kororinpa.